# Calliergon obtusifolium
Calliergon obtusifolium là một loài rêu trong họ Amblystegiaceae. Loài này được Karczm. mô tả khoa học đầu tiên năm 1966.